# Juan Carlos Croharé
Juan Carlos Croharé (Buenos Aires, Argentina; 1908 - Santiago de Chile, Chile; 15 de octubre de 1946) fue un actor de cine, radio y teatro y poeta argentino de principios del siglo XX.

## Carrera
Integró, entre otros, la Compañía Blanca Podestá en 1931, con quien hizo la obra Sombras en la Pared, junto con los actores José Casamayor, Blanca Vidal, Teresa Senén, Malena Podestá, Julia Alonso, Agustín Zama, Rafael Scuri y José Podestá. Luego estuvo en la Compañía de Orestes Caviglia, con Rafael Diserio, Dora Martínez, Francisco Petrone, Homero Cárpena, Fausto Etchegoin, Norma Castillo, Anita Ortiz, Graciliano Batista y Carlos Montarce. Después pasó a la "Compañía Argentina de Comedia Eva Franco" , junto con Pepita Muñoz, Gloria Faluggi, Herminia Franco, Fernando Ochoa, Margarita Corona, Alberto Bello, Oscar Soldati y José Franco.
En la pantalla grande argentina actuó en dos filmes: Uno, El escuadrón azul (1937), con Domingo Sapelli, Sara Watle y María Esther Podestá, y el otro, Los apuros de Claudina, junto a Olinda Bozán, Paquito Busto y Sabina Olmos.
En radio trabajó durante la década del '30 en la primera Compañía Radial de Teatro Breve, dirigida y encabezada por la actriz Julia de Alba. También participó en Radio LS9 La Voz del Aire, compartiendo trabajo con Gustavo Cavero, Manolita Serra y Ofelia Lotito en el radioteatotro Las aventuras de Carlos Norton. 
En 1934, se creó el Sindicato Argentino de Actores dependiente de la Asociación Argentina de Actores, que dirigió junto a  Héctor Quintanilla, Pablo Racioppi, Diego Martínez, Víctor Eiras, Pedro Quartucci y Homero Cárpena, entre otros.
También se dedicó a la poesía y a recitar poesías de su país en el exterior  como El taita muerto. Una de sus poesías titulada Calla corazón, alcanzó un gran éxito.
Durante los últimos años de su vida se desempeñó en estrenar decenas de obras en el Teatro Miraflores en Chile. Fue un Terciario Franciscano que visitó en el final Quito. Se destacó en la ciudad chilena en tan corto tiempo por su enorme bagaje histriónico y humano.

## Fallecimiento
El actor Juan Carlos Croharé murió en Santiago de Chile el martes 15 de octubre de 1946, precisamente en la Clínica Santa María donde estaba internado por una grave dolencia que no pudo superar. Se levantó una capilla ardiente en el Templo de San Francisco de Lima de dicha ciudad, donde se velaba el túmulo entre decenas de flores y severos cortinajes negros. El escritor chileno Juan Carlos Fonseca le dedicó un libro en su memoria. Croharé tenía tan solo 38 años.

## Filmografía
- 1937: El escuadrón azul.
- 1938: Los apuros de Claudina.

## Teatro
- 1926: La fiesta del Corazón.
- 1931: Sombras en la Pared.
- 1936: El santo, de Roberto Brocco.
- 1936: La codicia bajo los olmos, dirigido por Gonzálo Castillo. Junto a Milagros de la Vega y Carlos Perelli.
- 1939: Joven, viuda y estanciera, estrenado en el Teatro Astral.
- 1941: Pecado de mujer, junto a Alejandro Flores y Pepita Serrador.
- 1942: El cadáver viviente.
- 1942: El derecho de amar.
- 1942: Algo triste que llaman amor.
- 1943: El Antepasado.
- 1943: La Llamarada.
- 1944: Por Dios que cuesta casarse, comedia de Carlos Cariola, estrenada en el Teatro Imperio.
- 1944: Silencio, que toca el maestro.
- 1944: Lodo y Armiño.